# María José Suárez
María José Suárez Benítez (Coria del Río, 1º marzo 1975) è una modella spagnola, eletta Miss Spagna nel 1995.

## Biografia
María José Suárez abbandona gli studi quando eletta nel 1996 Miss Spagna, preferendo lavorare come modella. In rappresentanza della Spagna partecipa anche a Miss Universo 1996. Nel 2000, José Luis Moreno le dà l'opportunità di presentare Noche de fiesta su Televisión Española, insieme ad un'altra ex Miss Spagna Juncal Rivero che durò sino al 2004.
In seguito Maria Jose Suarez ha anche condotto lo show in diretta della vigilia di Capodanno di TVE nel 2002, 2003 e 2004 ed il programma Among Friends (2005) al fianco dell'attore Andoni Ferreño. Nella stagione 2005-2006 ha inoltre partecipato come concorrente alla trasmissione Baila Quién spazio Mira! e nel 2007 il programma La Sexta El Club de Flo.